# Shahrestān di Shushtar
Lo shahrestān di Shushtar (farsi شهرستان شوشتر) è uno dei 26 shahrestān del Khūzestān, il capoluogo è Shushtar. Lo shahrestān è suddiviso in 2 circoscrizioni (bakhsh):
- Centrale (بخش مرکزی), con le città di Shushtar, Shahrak-e Shahid Sharafat, Sardarabad e Shahrak-e Shahid Pur Mohammadi.
- Shadravan (بخش شادروان)